# 새턴 (자동차)

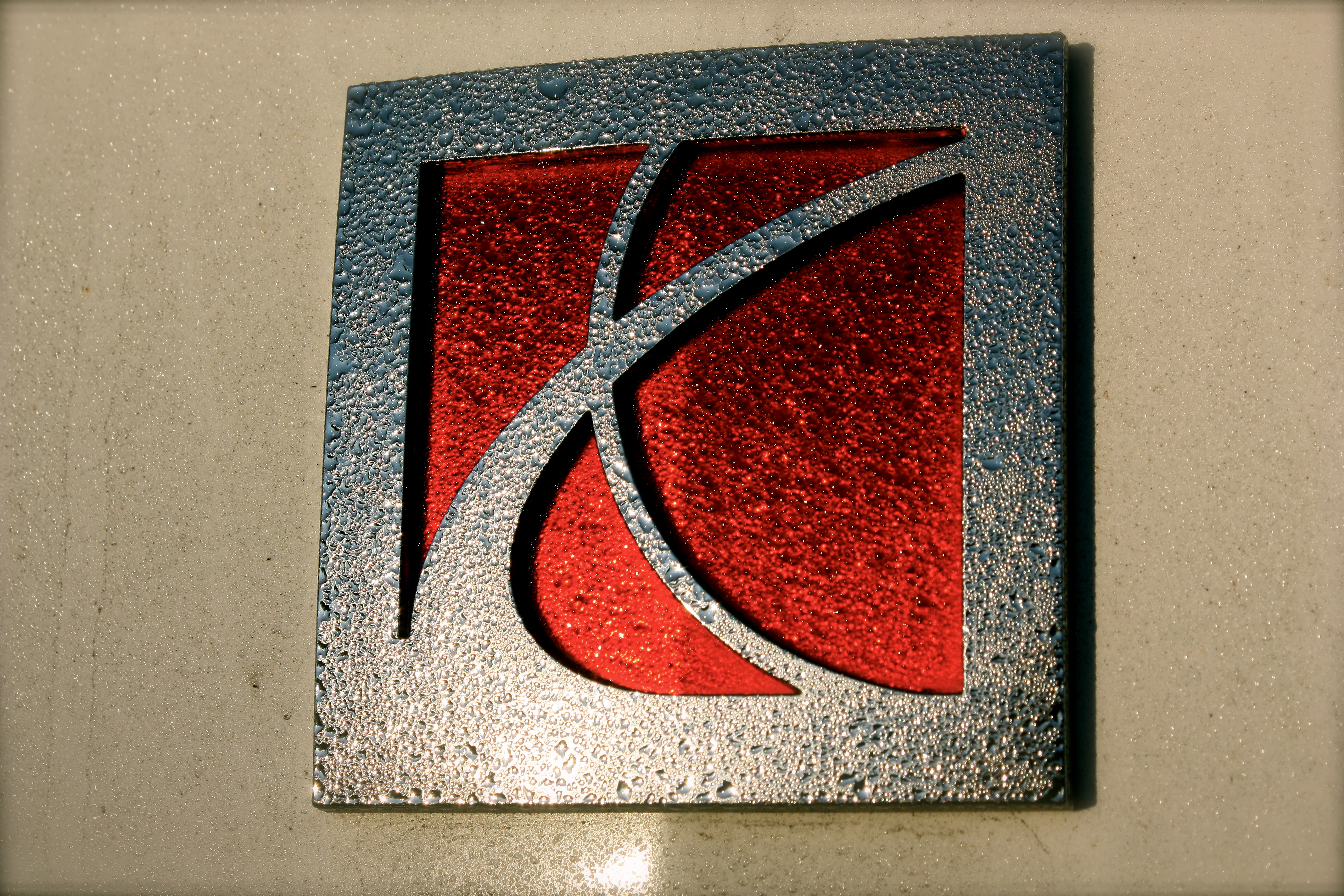

새턴(Saturn)은 미국 제너럴 모터스의 자동차 상표 및 계열 부서이다.
1985년 1월 7일 설립되었고 제너럴 모터스가 전체 지분을 소유했었다. 제너럴 모터스는 1990년부터 일본(닛산, 도요타)과 독일(폭스바겐)에서 미국으로 수입되는 소형차에 대항하기 위해 새턴 상표로 자동차를 생산하기 시작했다. 그러나 떨어지는 품질감으로 인해 큰 인기를 얻지 못했고 2009년 4월 27일, 파산 위기에 처한 제너럴 모터스가 발표한 구조조정 안에서 새턴 브랜드의 매각을 추진하겠다고 밝혔다. 그러나 매각 협상 대상자인 펜스케와의 협상이 결렬되면서 제너럴 모터스는 이미 폐기한 폰티액에 이어 새턴도 폐지하기로 하였고 올즈모빌, 폰티액에 이어 3번째로 사라지게 되었다.
이후, 2010년 10월에 해체되었다.

## 대한 관계
새턴은 제너럴 모터스의 계열사인 GM대우를 통해 다양한 차종을 수입하고 있다. 새턴 스카이(Sky)란 이름으로 생산하고 있는 뒷바퀴굴림 2도어 컨버터블(로드스터)은 GM대우에서 G2X라는 이름으로 2007년 9월에 수입하여 판매하였으나 100대 조금 넘게 팔린 상태에서 제네시스 쿠페가 나오자 판매 급감을 우려하여 2008년에 수입을 중지했다. 윈스톰 맥스는 새턴의 컴팩트 SUV인 뷰의 신형으로 수출되었다.

## 생산했었던 차종
- 스카이
- 이온
- 뷰
- 릴레이

## 같이 보기
- 허머
- 뷰익
- 캐딜락
- GM 대우
- 폰티악
- 오펠
- 시보레